# Dmitri Tolsténkov
Dmitri Tolsténkov (en rus Дмитрий Толстенков) o menys conegut com a Dmitrò Tolstiènkov (en ucrainès Дмитро Толстєнков) va ser un ciclista ucraïnès que es va especialitzar en la pista.
Del seu palmarès destaca una medalla de plata al Campionat del món de Persecució per equips fent equip amb Bohdan Bòndarev, Serhíi Matvèiev i Oleksandr Simonenko.